# ZLM Tour 2015
La 20e édition du ZLM Tour a eu lieu du 17 au 18 avril 2015. La course fait partie du calendrier UCI Europe Tour 2015 en catégorie 2.Ncup. C'est également la quatrième épreuve de la Coupe des Nations espoirs.
L'épreuve a été remportée par le Danemark Søren Kragh Andersen (Équipe nationale du Danemark espoirs), vainqueur de la première étape ainsi que du contre-la-montre par équipes de la deuxième étape, qui s'impose respectivement de sept et onze secondes ses coéquipiers Mads Pedersen, lauréat de la troisième étape, et Michael Carbel Svendgaard.
L'équipe nationale du Danemark espoirs remporte logiquement le classement général de la meilleure formation avec donc trois de ses coureurs aux trois premières places.

## Présentation

### Équipes
Classé en catégorie 2.Ncup de l'UCI Europe Tour, le ZLM Tour est par conséquent ouvert aux équipes nationales et aux équipes mixtes.
Vingt-huit équipes nationales participent à ce ZLM Tour :
| Équipes nationales                             | Équipes nationales | Équipes nationales |
| Nom de l'équipe                                | Pays               | Code               |
| ---------------------------------------------- | ------------------ | ------------------ |
| Équipe nationale d'Algérie espoirs             | Algérie            | ALG                |
| Équipe nationale d'Allemagne espoirs           | Allemagne          | GER                |
| Équipe nationale d'Argentine espoirs           | Argentine          | ARG                |
| Équipe nationale d'Autriche espoirs            | Autriche           | AUT                |
| Équipe nationale de Belgique espoirs           | Belgique           | BEL                |
| Équipe nationale du Canada espoirs             | Canada             | CAN                |
| Équipe nationale du Danemark espoirs           | Danemark           | DEN                |
| Équipe nationale d'Espagne espoirs             | Espagne            | ESP                |
| Équipe nationale d'Estonie espoirs             | Estonie            | EST                |
| Équipe nationale des États-Unis espoirs        | États-Unis         | USA                |
| Équipe nationale de France espoirs             | France             | FRA                |
| Équipe nationale d'Irlande espoirs             | Irlande            | IRL                |
| Équipe nationale d'Italie espoirs              | Italie             | ITA                |
| Équipe nationale du Japon espoirs              | Japon              | JPN                |
| Équipe nationale du Kazakhstan espoirs         | Kazakhstan         | KAZ                |
| Équipe nationale de Lettonie espoirs           | Lettonie           | LAT                |
| Équipe nationale du Luxembourg espoirs         | Luxembourg         | LUX                |
| Équipe nationale de Norvège espoirs            | Norvège            | NOR                |
| Équipe nationale des Pays-Bas espoirs          | Pays-Bas           | NED                |
| Équipe nationale de Pologne espoirs            | Pologne            | POL                |
| Équipe nationale de République tchèque espoirs | Tchéquie           | CZE                |
| Équipe nationale du Royaume-Uni espoirs        | Royaume-Uni        | GBR                |
| Équipe nationale de Russie espoirs             | Russie             | RUS                |
| Équipe nationale de Slovaquie espoirs          | Slovaquie          | SVK                |
| Équipe nationale de Slovénie espoirs           | Slovénie           | SLO                |
| Équipe nationale de Suède espoirs              | Suède              | SWE                |
| Équipe nationale de Suisse espoirs             | Suisse             | SUI                |
| Équipe nationale d'Ukraine espoirs             | Ukraine            | UKR                |

## Étapes
| Étape     | Date     | Villes étapes           |                              | Distance (km) | Vainqueur d’étape                    | Leader du classement général |
| --------- | -------- | ----------------------- | ---------------------------- | ------------- | ------------------------------------ | ---------------------------- |
| 1re étape | 17 avril | Kamperland - Zierikzee  | Étape de plaine              | 122           | Søren Kragh Andersen                 | Søren Kragh Andersen         |
| 2e étape  | 17 avril | Kamperland - Kamperland | Contre-la-montre par équipes | 24,8          | Équipe nationale du Danemark espoirs | Søren Kragh Andersen         |
| 3e étape  | 18 avril | Goes - Goes             | Étape de plaine              | 177,2         | Mads Pedersen                        | Søren Kragh Andersen         |

## Déroulement de la course

### 1reétape
| Classement de l'étape | Classement de l'étape     | Classement de l'étape | Classement de l'étape                   | Classement de l'étape |
|                       | Coureur                   | Pays                  | Équipe                                  | Temps                 |
| --------------------- | ------------------------- | --------------------- | --------------------------------------- | --------------------- |
| 1er                   | Søren Kragh Andersen      | Danemark              | Équipe nationale du Danemark espoirs    | en 2 h 45 min 39 s    |
| 2e                    | Daan Myngheer             | Belgique              | Équipe nationale de Belgique espoirs    | + 2 s                 |
| 3e                    | Owain Doull               | Royaume-Uni           | Équipe nationale du Royaume-Uni espoirs | + 11 s                |
| 4e                    | Michael Carbel Svendgaard | Danemark              | Équipe nationale du Danemark espoirs    | + 11 s                |
| 5e                    | Erik Baška                | Slovaquie             | Équipe nationale de Slovaquie espoirs   | + 11 s                |
| 6e                    | Jérémy Lecroq             | France                | Équipe nationale de France espoirs      | + 11 s                |
| 7e                    | Mikel Aristi              | Espagne               | Équipe nationale d'Espagne espoirs      | + 11 s                |
| 8e                    | Tom Bohli                 | Suisse                | Équipe nationale de Suisse espoirs      | + 11 s                |
| 9e                    | André Looij               | Pays-Bas              | Équipe nationale des Pays-Bas espoirs   | + 11 s                |
| 10e                   | Truls Engen Korsæth       | Norvège               | Équipe nationale de Norvège espoirs     | + 11 s                |
| modifier              |                           |                       |                                         |                       |

| Classement général | Classement général        | Classement général | Classement général                      | Classement général |
|                    | Coureur                   | Pays               | Équipe                                  | Temps              |
| ------------------ | ------------------------- | ------------------ | --------------------------------------- | ------------------ |
| 1er                | Søren Kragh Andersen      | Danemark           | Équipe nationale du Danemark espoirs    | en 2 h 45 min 33 s |
| 2e                 | Daan Myngheer             | Belgique           | Équipe nationale de Belgique espoirs    | + 4 s              |
| 3e                 | Owain Doull               | Royaume-Uni        | Équipe nationale du Royaume-Uni espoirs | + 6 s              |
| 4e                 | Michael Carbel Svendgaard | Danemark           | Équipe nationale du Danemark espoirs    | + 10 s             |
| 5e                 | Erik Baška                | Slovaquie          | Équipe nationale de Slovaquie espoirs   | + 10 s             |
| 6e                 | Jérémy Lecroq             | France             | Équipe nationale de France espoirs      | + 10 s             |
| 7e                 | Mikel Aristi              | Espagne            | Équipe nationale d'Espagne espoirs      | + 10 s             |
| 8e                 | Tom Bohli                 | Suisse             | Équipe nationale de Suisse espoirs      | + 10 s             |
| 9e                 | André Looij               | Pays-Bas           | Équipe nationale des Pays-Bas espoirs   | + 10 s             |
| 10e                | Truls Engen Korsæth       | Norvège            | Équipe nationale de Norvège espoirs     | + 10 s             |
| modifier           |                           |                    |                                         |                    |

### 2eétape
| Classement de l'étape | Classement de l'étape                          | Classement de l'étape | Classement de l'étape |
|                       | Équipe                                         | Pays                  | Temps                 |
| --------------------- | ---------------------------------------------- | --------------------- | --------------------- |
| 1re                   | Équipe nationale du Danemark espoirs           | Danemark              | en 30 min 10 s        |
| 2e                    | Équipe nationale de Russie espoirs             | Russie                | + 25 s                |
| 3e                    | Équipe nationale de France espoirs             | France                | + 36 s                |
| 4e                    | Équipe nationale d'Italie espoirs              | Italie                | + 37 s                |
| 5e                    | Équipe nationale du Royaume-Uni espoirs        | Royaume-Uni           | + 1 min 17 s          |
| 6e                    | Équipe nationale de République tchèque espoirs | Tchéquie              | + 1 min 26 s          |
| 7e                    | Équipe nationale d'Allemagne espoirs           | Allemagne             | + 1 min 28 s          |
| 8e                    | Équipe nationale des États-Unis espoirs        | États-Unis            | + 1 min 32 s          |
| 9e                    | Équipe nationale de Suisse espoirs             | Suisse                | + 1 min 34 s          |
| 10e                   | Équipe nationale du Kazakhstan espoirs         | Kazakhstan            | + 1 min 50 s          |
| modifier              |                                                |                       |                       |

| Classement général | Classement général        | Classement général | Classement général                      | Classement général |
|                    | Coureur                   | Pays               | Équipe                                  | Temps              |
| ------------------ | ------------------------- | ------------------ | --------------------------------------- | ------------------ |
| 1er                | Søren Kragh Andersen      | Danemark           | Équipe nationale du Danemark espoirs    | en 3 h 15 min 43 s |
| 2e                 | Michael Carbel Svendgaard | Danemark           | Équipe nationale du Danemark espoirs    | + 17 s             |
| 3e                 | Mads Pedersen             | Danemark           | Équipe nationale du Danemark espoirs    | + 17 s             |
| 4e                 | Mamyr Stash               | Russie             | Équipe nationale de Russie espoirs      | + 42 s             |
| 5e                 | Jérémy Lecroq             | France             | Équipe nationale de France espoirs      | + 53 s             |
| 6e                 | Nans Peters               | France             | Équipe nationale de France espoirs      | + 53 s             |
| 7e                 | Mads Würtz Schmidt        | Danemark           | Équipe nationale du Danemark espoirs    | + 53 s             |
| 8e                 | Davide Martinelli         | Italie             | Équipe nationale d'Italie espoirs       | + 54 s             |
| 9e                 | Owain Doull               | Royaume-Uni        | Équipe nationale du Royaume-Uni espoirs | + 1 min 32 s       |
| 10e                | Jonathan Dibben           | Royaume-Uni        | Équipe nationale du Royaume-Uni espoirs | + 1 min 34 s       |
| modifier           |                           |                    |                                         |                    |

### 3eétape
| Classement de l'étape | Classement de l'étape     | Classement de l'étape | Classement de l'étape                          | Classement de l'étape |
|                       | Coureur                   | Pays                  | Équipe                                         | Temps                 |
| --------------------- | ------------------------- | --------------------- | ---------------------------------------------- | --------------------- |
| 1er                   | Mads Pedersen             | Danemark              | Équipe nationale du Danemark espoirs           | en 4 h 2 min 18 s     |
| 2e                    | Michael Carbel Svendgaard | Danemark              | Équipe nationale du Danemark espoirs           | + 0 s                 |
| 3e                    | Daniel Hoelgaard          | Norvège               | Équipe nationale de Norvège espoirs            | + 0 s                 |
| 4e                    | Søren Kragh Andersen      | Danemark              | Équipe nationale du Danemark espoirs           | + 0 s                 |
| 5e                    | Jérémy Lecroq             | France                | Équipe nationale de France espoirs             | + 0 s                 |
| 6e                    | Tom Bohli                 | Suisse                | Équipe nationale de Suisse espoirs             | + 4 s                 |
| 7e                    | Owain Doull               | Royaume-Uni           | Équipe nationale du Royaume-Uni espoirs        | + 5 s                 |
| 8e                    | František Sisr            | Tchéquie              | Équipe nationale de République tchèque espoirs | + 5 s                 |
| 9e                    | Jonathan Dibben           | Royaume-Uni           | Équipe nationale du Royaume-Uni espoirs        | + 5 s                 |
| 10e                   | Marlen Zmorka             | Ukraine               | Équipe nationale d'Ukraine espoirs             | + 5 s                 |
| modifier              |                           |                       |                                                |                       |

## Classements finals

### Classement général final
| Classement général final | Classement général final  | Classement général final | Classement général final                | Classement général final |
|                          | Coureur                   | Pays                     | Équipe                                  | Temps                    |
| ------------------------ | ------------------------- | ------------------------ | --------------------------------------- | ------------------------ |
| 1er                      | Søren Kragh Andersen      | Danemark                 | Équipe nationale du Danemark espoirs    | en 7 h 18 min 1 s        |
| 2e                       | Mads Pedersen             | Danemark                 | Équipe nationale du Danemark espoirs    | + 7 s                    |
| 3e                       | Michael Carbel Svendgaard | Danemark                 | Équipe nationale du Danemark espoirs    | + 11 s                   |
| 4e                       | Mamyr Stash               | Russie                   | Équipe nationale de Russie espoirs      | + 47 s                   |
| 5e                       | Jérémy Lecroq             | France                   | Équipe nationale de France espoirs      | + 53 s                   |
| 6e                       | Mads Würtz Schmidt        | Danemark                 | Équipe nationale du Danemark espoirs    | + 1 min 5 s              |
| 7e                       | Owain Doull               | Royaume-Uni              | Équipe nationale du Royaume-Uni espoirs | + 1 min 37 s             |
| 8e                       | Jonathan Dibben           | Royaume-Uni              | Équipe nationale du Royaume-Uni espoirs | + 1 min 39 s             |
| 9e                       | Truls Engen Korsæth       | Norvège                  | Équipe nationale de Norvège espoirs     | + 1 min 44 s             |
| 10e                      | Tom Bohli                 | Suisse                   | Équipe nationale de Suisse espoirs      | + 1 min 55 s             |
| modifier                 |                           |                          |                                         |                          |

### Classements annexes

#### Classement par équipes
| Classement par équipes | Classement par équipes               | Classement par équipes | Classement par équipes |
|                        | Équipe                               | Pays                   | Temps                  |
| ---------------------- | ------------------------------------ | ---------------------- | ---------------------- |
| 1re                    | Équipe nationale du Danemark espoirs | Danemark               | en 20 h 54 min 23 s    |
| 2e                     | Équipe nationale de Norvège espoirs  | Norvège                | + 2 min 6 s            |
| 3e                     | Équipe nationale d'Allemagne espoirs | Allemagne              | + 2 min 32 s           |
| modifier               |                                      |                        |                        |

### Classement de l'UCI Coupe des Nations U23 2015
| Top dix de la Coupe des Nations espoirs à l'issue de la 4e manche | Top dix de la Coupe des Nations espoirs à l'issue de la 4e manche | Top dix de la Coupe des Nations espoirs à l'issue de la 4e manche | Top dix de la Coupe des Nations espoirs à l'issue de la 4e manche | Top dix de la Coupe des Nations espoirs à l'issue de la 4e manche |
| ----------------------------------------------------------------- | ----------------------------------------------------------------- | ----------------------------------------------------------------- | ----------------------------------------------------------------- | ----------------------------------------------------------------- |
|                                                                   | Coureur                                                           | Pays                                                              | Équipe                                                            | Point(s)                                                          |
| modifier                                                          |                                                                   |                                                                   |                                                                   |                                                                   |

### UCI Europe Tour
Ce ZLM Tour attribue des points pour l'UCI Europe Tour 2015, par équipes seulement aux coureurs des équipes continentales professionnelles et continentales, individuellement à tous les coureurs sauf ceux faisant partie d'une équipe ayant un label WorldTeam.
| Position,          | 1er | 2e | 3e | 4e | 5e | 6e | 7e | 8e |
| Classement général | 40  | 30 | 16 | 12 | 10 | 8  | 6  | 3  |
| Par étapel         | 8   | 5  | 2  |    |    |    |    |    |
| Leader, par étapel | 4   |    |    |    |    |    |    |    |

| Cycliste                  | Équipe                                  | Général | Étape  | Leader | Total  |
| ------------------------- | --------------------------------------- | ------- | ------ | ------ | ------ |
| Søren Kragh Andersen      | Équipe nationale du Danemark espoirs    | 40      | 10,666 | 8      | 58,666 |
| Mads Pedersen             | Équipe nationale du Danemark espoirs    | 30      | 10,666 | -      | 40,666 |
| Michael Carbel Svendgaard | Équipe nationale du Danemark espoirs    | 16      | 7,666  | -      | 23,666 |
| Mamyr Stash               | Équipe nationale de Russie espoirs      | 12      | 1,666  | -      | 13,666 |
| Jérémy Lecroq             | Équipe nationale de France espoirs      | 10      | 0,666  | -      | 10,666 |
| Mads Würtz Schmidt        | Équipe nationale du Danemark espoirs    | 8       | 2,666  | -      | 10,666 |
| Owain Doull               | Équipe nationale du Royaume-Uni espoirs | 6       | 2      | -      | 8      |
| Daan Myngheer             | Équipe nationale de Belgique espoirs    | -       | 5      | -      | 5      |
| Jonathan Dibben           | Équipe nationale du Royaume-Uni espoirs | 3       | -      | -      | 3      |
| Daniel Hoelgaard          | Équipe nationale de Norvège espoirs     | -       | 2      | -      | 2      |
| Roman Kustadinchev        | Équipe nationale de Russie espoirs      | -       | 1,666  | -      | 1,666  |
| Artem Nych                | Équipe nationale de Russie espoirs      | -       | 1,666  | -      | 1,666  |
| Dmitri Strakhov           | Équipe nationale de Russie espoirs      | -       | 1,666  | -      | 1,666  |
| Rémi Cavagna              | Équipe nationale de France espoirs      | -       | 0,666  | -      | 0,666  |
| Marc Fournier             | Équipe nationale de France espoirs      | -       | 0,666  | -      | 0,666  |
| Nans Peters               | Équipe nationale de France espoirs      | -       | 0,666  | -      | 0,666  |

## Évolution des classements
| Étape              | Vainqueur                            | Classement général   | Classement par équipes               |
| ------------------ | ------------------------------------ | -------------------- | ------------------------------------ |
| 1                  | Søren Kragh Andersen                 | Søren Kragh Andersen | Équipe nationale du Danemark espoirs |
| 2                  | Équipe nationale du Danemark espoirs | Søren Kragh Andersen | Équipe nationale du Danemark espoirs |
| 3                  | Mads Pedersen                        | Søren Kragh Andersen | Équipe nationale du Danemark espoirs |
| Classements finals | Classements finals                   | Søren Kragh Andersen | Équipe nationale du Danemark espoirs |

## Liste des participants
- Liste de départ complète

| Légende                      | Légende                                                                                                  | Légende | Légende                                                                                         |
| ---------------------------- | --- | ------- | ----------------------------------------------------------------------------------------------- |
| Num                          | Dossard de départ porté par le coureur sur ce ZLM Tour                                                   | Pos     | Position finale au classement général                                                           |
| Leader du classement général | Indique le vainqueur du classement général                                                               | #       | Indique la meilleure équipe                                                                     |
| NP                           | Indique un coureur qui n'a pas pris le départ d'une étape, suivi du numéro de l'étape où il s'est retiré | AB      | Indique un coureur qui n'a pas terminé une étape, suivi du numéro de l'étape où il s'est retiré |
| HD                           | Indique un coureur qui a terminé une étape hors des délais, suivi du numéro de l'étape                   |         |                                                                                                 |

| Équipe nationale de France espoirs FRA   | Équipe nationale de France espoirs FRA | Équipe nationale de France espoirs FRA |
| ---------------------------------------- | -------------------------------------- | -------------------------------------- |
| Num                                      | Coureur                                | Pos                                    |
| 1                                        | Rémi Cavagna (FRA)                     | AB-3                                   |
| 2                                        | Marc Fournier (FRA)                    | AB-3                                   |
| 3                                        | Dylan Kowalski (FRA)                   | AB-3                                   |
| 4                                        | Jérémy Lecroq (FRA)                    | 5e                                     |
| 5                                        | Thibault Nuns (FRA)                    | AB-3                                   |
| 6                                        | Nans Peters (FRA)                      | 18e                                    |
| Directeur sportif : Pierre-Yves Chatelon |                                        |                                        |

| Équipe nationale des Pays-Bas espoirs NED | Équipe nationale des Pays-Bas espoirs NED | Équipe nationale des Pays-Bas espoirs NED |
| ----------------------------------------- | ----------------------------------------- | ----------------------------------------- |
| Num                                       | Coureur                                   | Pos                                       |
| 11                                        | Cees Bol (NED)                            | 32e                                       |
| 12                                        | Ivar Slik (NED)                           | 57e                                       |
| 13                                        | André Looij (NED)                         | 15e                                       |
| 14                                        | Fabio Jakobsen (NED)                      | 60e                                       |
| 15                                        | Taco van der Hoorn (NED)                  | 16e                                       |
| 16                                        | Jan Maas (NED)                            | AB-3                                      |
| Directeur sportif : Arthur van Dongen     |                                           |                                           |

| Équipe nationale de Belgique espoirs BEL | Équipe nationale de Belgique espoirs BEL | Équipe nationale de Belgique espoirs BEL |
| ---------------------------------------- | ---------------------------------------- | ---------------------------------------- |
| Num                                      | Coureur                                  | Pos                                      |
| 21                                       | Charlie Arimont (BEL)                    | 53e                                      |
| 22                                       | Joachim Vanreyten (BEL)                  | AB-1                                     |
| 23                                       | Ruben Pols (BEL)                         | 40e                                      |
| 24                                       | Rob Leemans (BEL)                        | AB-3                                     |
| 25                                       | Daan Myngheer (BEL)                      | AB-3                                     |
| 26                                       | Christophe Noppe (BEL)                   | 29e                                      |
| Directeur sportif : Jean-Pierre Dubois   |                                          |                                          |

| Équipe nationale du Danemark espoirs # DEN | Équipe nationale du Danemark espoirs # DEN | Équipe nationale du Danemark espoirs # DEN |
| ------------------------------------------ | ------------------------------------------ | ------------------------------------------ |
| Num                                        | Coureur                                    | Pos                                        |
| 31                                         | Søren Kragh Andersen (DEN)                 | 1er                                        |
| 32                                         | Michael Carbel Svendgaard (DEN)            | 3e                                         |
| 33                                         | Mads Pedersen (DEN)                        | 2e                                         |
| 34                                         | Mads Würtz Schmidt (DEN)                   | 6e                                         |
| 35                                         | Jonas Gregaard (DEN)                       | 58e                                        |
| 36                                         | Nicolai Brøchner (DEN)                     | 47e                                        |
| Directeur sportif : Morten Bennekou        |                                            |                                            |

| Équipe nationale d'Italie espoirs ITA | Équipe nationale d'Italie espoirs ITA | Équipe nationale d'Italie espoirs ITA |
| ------------------------------------- | ------------------------------------- | ------------------------------------- |
| Num                                   | Coureur                               | Pos                                   |
| 41                                    | Davide Ballerini (ITA)                | NP-2                                  |
| 42                                    | Simone Consonni (ITA)                 | AB-3                                  |
| 43                                    | Filippo Ganna (ITA)                   | AB-3                                  |
| 44                                    | Seid Lizde (ITA)                      | AB-3                                  |
| 45                                    | Jakub Mareczko (ITA)                  | AB-3                                  |
| 46                                    | Davide Martinelli (ITA)               | 17e                                   |
| Directeur sportif : Marino Amadori    |                                       |                                       |

| Équipe nationale d'Allemagne espoirs GER | Équipe nationale d'Allemagne espoirs GER | Équipe nationale d'Allemagne espoirs GER |
| ---------------------------------------- | ---------------------------------------- | ---------------------------------------- |
| Num                                      | Coureur                                  | Pos                                      |
| 51                                       | Nico Denz (GER)                          | 12e                                      |
| 52                                       | Jan Dieteren (GER)                       | 26e                                      |
| 53                                       | Jonas Koch (GER)                         | 21e                                      |
| 54                                       | Max Walscheid (GER)                      | 28e                                      |
| 55                                       | Nils Politt (GER)                        | 13e                                      |
| 56                                       | Johannes Weber (GER)                     | AB-3                                     |
| Directeur sportif : Ralf Grabsch         |                                          |                                          |

| Équipe nationale de Norvège espoirs NOR | Équipe nationale de Norvège espoirs NOR | Équipe nationale de Norvège espoirs NOR |
| --------------------------------------- | --------------------------------------- | --------------------------------------- |
| Num                                     | Coureur                                 | Pos                                     |
| 61                                      | Daniel Hoelgaard (NOR)                  | 36e                                     |
| 62                                      | Amund Grøndahl Jansen (NOR)             | 30e                                     |
| 63                                      | Fridtjof Røinås (NOR)                   | 35e                                     |
| 64                                      | Tormod Hausken Jacobsen (NOR)           | 56e                                     |
| 65                                      | Anders Skaarseth (NOR)                  | 23e                                     |
| 66                                      | Truls Engen Korsæth (NOR)               | 9e                                      |
| Directeur sportif : Stig Kristiansen    |                                         |                                         |

| Équipe nationale du Royaume-Uni espoirs GBR | Équipe nationale du Royaume-Uni espoirs GBR | Équipe nationale du Royaume-Uni espoirs GBR |
| ------------------------------------------- | ------------------------------------------- | ------------------------------------------- |
| Num                                         | Coureur                                     | Pos                                         |
| 71                                          | Owain Doull (GBR)                           | 7e                                          |
| 72                                          | Jonathan Dibben (GBR)                       | 8e                                          |
| 73                                          | Oliver Wood (GBR)                           | AB-3                                        |
| 74                                          | Germain Burton (GBR)                        | AB-3                                        |
| 75                                          | Mark Stewart (GBR)                          | AB-3                                        |
| 76                                          | Christopher Latham (GBR)                    | 55e                                         |
| Directeur sportif : Keith Lambert           |                                             |                                             |

| Équipe nationale de Russie espoirs RUS | Équipe nationale de Russie espoirs RUS | Équipe nationale de Russie espoirs RUS |
| -------------------------------------- | -------------------------------------- | -------------------------------------- |
| Num                                    | Coureur                                | Pos                                    |
| 81                                     | Mamyr Stash (RUS)                      | 4e                                     |
| 82                                     | Artem Nych (RUS)                       | AB-3                                   |
| 83                                     | Igor Kuznetsov (RUS)                   | AB-3                                   |
| 84                                     | Roman Kustadinchev (RUS)               | AB-3                                   |
| 85                                     | Ruslan Giliazov (RUS)                  | AB-3                                   |
| 86                                     | Dmitri Strakhov (RUS)                  | AB-3                                   |
| Directeur sportif : Irakli Abramyan    |                                        |                                        |

| Équipe nationale d'Autriche espoirs AUT | Équipe nationale d'Autriche espoirs AUT | Équipe nationale d'Autriche espoirs AUT |
| --------------------------------------- | --------------------------------------- | --------------------------------------- |
| Num                                     | Coureur                                 | Pos                                     |
| 91                                      | Daniel Auer (AUT)                       | AB-3                                    |
| 92                                      | Patrick Bosman (AUT)                    | NP-1                                    |
| 93                                      | Sebastian Schönberger (AUT)             | NP-1                                    |
| 94                                      | Michael Taferner (AUT)                  | AB-3                                    |
| 95                                      | Alexander Wachter (AUT)                 | 54e                                     |
| 96                                      | Andreas Walzel (AUT)                    | AB-3                                    |
| Directeur sportif : Franz Hartl         |                                         |                                         |

| Équipe nationale de Suisse espoirs SUI | Équipe nationale de Suisse espoirs SUI | Équipe nationale de Suisse espoirs SUI |
| -------------------------------------- | -------------------------------------- | -------------------------------------- |
| Num                                    | Coureur                                | Pos                                    |
| 101                                    | Théry Schir (SUI)                      | 11e                                    |
| 102                                    | Lukas Spengler (SUI)                   | 44e                                    |
| 103                                    | Tom Bohli (SUI)                        | 10e                                    |
| 104                                    | Dylan Page (SUI)                       | 43e                                    |
| 105                                    | Fabian Lienhard (SUI)                  | 25e                                    |
| 106                                    | Maxime Froidevaux (SUI)                | AB-3                                   |
| Directeur sportif : Danilo Hondo       |                                        |                                        |

| Équipe nationale de Pologne espoirs POL | Équipe nationale de Pologne espoirs POL | Équipe nationale de Pologne espoirs POL |
| --------------------------------------- | --------------------------------------- | --------------------------------------- |
| Num                                     | Coureur                                 | Pos                                     |
| 111                                     | Arkadiusz Owsian (POL)                  | 46e                                     |
| 112                                     | Michał Paluta (POL)                     | 45e                                     |
| 113                                     | Przemysław Kasperkiewicz (POL)          | 14e                                     |
| 114                                     | Patryk Stosz (POL)                      | 31e                                     |
| 115                                     | Piotr Konwa (POL)                       | 65e                                     |
| 116                                     | Mateusz Kazimierczak (POL)              | AB-1                                    |
| Directeur sportif : Marek Leśniewski    |                                         |                                         |

| Équipe nationale de Slovénie espoirs SLO | Équipe nationale de Slovénie espoirs SLO | Équipe nationale de Slovénie espoirs SLO |
| ---------------------------------------- | ---------------------------------------- | ---------------------------------------- |
| Num                                      | Coureur                                  | Pos                                      |
| 121                                      | Marko Pavlic (SLO)                       | AB-3                                     |
| 122                                      | Martin Otoničar (SLO)                    | AB-3                                     |
| 123                                      | Rok Korošec (SLO)                        | AB-3                                     |
| 124                                      | Domen Novak (SLO)                        | AB-3                                     |
| 125                                      | Gašper Katrašnik (SLO)                   | 34e                                      |
| 126                                      | David Per (SLO)                          | AB-3                                     |
| Directeur sportif : Martin Hvastija      |                                          |                                          |

| Équipe nationale de Slovaquie espoirs SVK | Équipe nationale de Slovaquie espoirs SVK | Équipe nationale de Slovaquie espoirs SVK |
| ----------------------------------------- | ----------------------------------------- | ----------------------------------------- |
| Num                                       | Coureur                                   | Pos                                       |
| 131                                       | Ľuboš Malovec (SVK)                       | AB-3                                      |
| 132                                       | Juraj Lajcha (SVK)                        | AB-3                                      |
| 133                                       | Erik Baška (SVK)                          | 19e                                       |
| 134                                       | Milan Holomek (SVK)                       | AB-1                                      |
| 135                                       | Juraj Bellan (SVK)                        | AB-1                                      |
| 136                                       | Róbert Málik (SVK)                        | AB-1                                      |
| Directeur sportif : Martin Riška          |                                           |                                           |

| Équipe nationale des États-Unis espoirs USA | Équipe nationale des États-Unis espoirs USA | Équipe nationale des États-Unis espoirs USA |
| ------------------------------------------- | ------------------------------------------- | ------------------------------------------- |
| Num                                         | Coureur                                     | Pos                                         |
| 141                                         | William Barta (USA)                         | 49e                                         |
| 142                                         | Justin Oien (USA)                           | 39e                                         |
| 143                                         | Benjamin Wolfe (USA)                        | AB-3                                        |
| 144                                         | Colin Joyce (USA)                           | 27e                                         |
| 145                                         | Philip O'Donnell (USA)                      | 50e                                         |
| 146                                         | Miguel Bryon (USA)                          | 38e                                         |
| Directeur sportif : Michael Sayers          |                                             |                                             |

| Équipe nationale du Kazakhstan espoirs KAZ | Équipe nationale du Kazakhstan espoirs KAZ | Équipe nationale du Kazakhstan espoirs KAZ |
| ------------------------------------------ | ------------------------------------------ | ------------------------------------------ |
| Num                                        | Coureur                                    | Pos                                        |
| 151                                        | Tilegen Maidos (KAZ)                       | 67e                                        |
| 152                                        | Grigoriy Shtein (KAZ)                      | AB-3                                       |
| 153                                        | Roman Semyonov (KAZ)                       | 59e                                        |
| 154                                        | Yuriy Natarov (KAZ)                        | AB-3                                       |
| 155                                        | Anton Kuzmin (KAZ)                         | AB-3                                       |
| 156                                        | Sergey Shemyakin (KAZ)                     | 48e                                        |
| Directeur sportif : Kairat Baigudinov      |                                            |                                            |

| Équipe nationale d'Irlande espoirs IRL | Équipe nationale d'Irlande espoirs IRL | Équipe nationale d'Irlande espoirs IRL |
| -------------------------------------- | -------------------------------------- | -------------------------------------- |
| Num                                    | Coureur                                | Pos                                    |
| 161                                    | Ryan Mullen (IRL)                      | NP-1                                   |
| 162                                    | Cormac Clarke (IRL)                    | NP-1                                   |
| 163                                    | Jack Wilson (IRL)                      | NP-1                                   |
| 164                                    | Eoin McCarthy (IRL)                    | NP-1                                   |
| 165                                    | Daniel Stewart (IRL)                   | NP-1                                   |
| 166                                    | Javan Nulty (IRL)                      | NP-1                                   |
| Directeur sportif : Kurt Bogaerts      |                                        |                                        |

| Équipe nationale de Lettonie espoirs LAT | Équipe nationale de Lettonie espoirs LAT | Équipe nationale de Lettonie espoirs LAT |
| ---------------------------------------- | ---------------------------------------- | ---------------------------------------- |
| Num                                      | Coureur                                  | Pos                                      |
| 171                                      | Krists Neilands (LAT)                    | AB-3                                     |
| 172                                      | Arturs Belevics (LAT)                    | NP-3                                     |
| 173                                      | Deins Kaņepējs (LAT)                     | AB-3                                     |
| 174                                      | Mārtiņš Savickis (LAT)                   | AB-3                                     |
| 175                                      | Aleksandrs Rubļevskis (LAT)              | AB-3                                     |
| 176                                      | Ilja Dorosenko (LAT)                     | NP-1                                     |
| Directeur sportif : Toms Flaksis         |                                          |                                          |

| Équipe nationale du Luxembourg espoirs LUX | Équipe nationale du Luxembourg espoirs LUX | Équipe nationale du Luxembourg espoirs LUX |
| ------------------------------------------ | ------------------------------------------ | ------------------------------------------ |
| Num                                        | Coureur                                    | Pos                                        |
| 181                                        | Massimo Morabito (LUX)                     | AB-3                                       |
| 182                                        | Luc Turchi (LUX)                           | AB-3                                       |
| 183                                        | Tom Wirtgen (LUX)                          | AB-3                                       |
| 184                                        | Sven Fritsch (LUX)                         | NP-2                                       |
| 185                                        | Max Englaro (LUX)                          | AB-1                                       |
| 186                                        | Ivan Centrone (LUX)                        | AB-1                                       |
| Directeur sportif : Bernhard Baldinger     |                                            |                                            |

| Équipe nationale d'Espagne espoirs ESP | Équipe nationale d'Espagne espoirs ESP | Équipe nationale d'Espagne espoirs ESP |
| -------------------------------------- | -------------------------------------- | -------------------------------------- |
| Num                                    | Coureur                                | Pos                                    |
| 191                                    | Mikel Aristi (ESP)                     | AB-3                                   |
| 192                                    | Iván García (ESP)                      | 62e                                    |
| 193                                    | Álvaro Cuadros (ESP)                   | AB-3                                   |
| 194                                    | Xabier San Sebastián (ESP)             | 52e                                    |
| 195                                    | Xavier Pastallé (ESP)                  | AB-3                                   |
| 196                                    | Héctor Sáez (ESP)                      | 61e                                    |
| Directeur sportif : Pascual Momparler  |                                        |                                        |

| Équipe nationale de Suède espoirs SWE | Équipe nationale de Suède espoirs SWE | Équipe nationale de Suède espoirs SWE |
| ------------------------------------- | ------------------------------------- | ------------------------------------- |
| Num                                   | Coureur                               | Pos                                   |
| 201                                   | Filip Bengtsson (SWE)                 | NP-2                                  |
| 202                                   | Gustav Höög (SWE)                     | 41e                                   |
| 203                                   | Hampus Anderberg (SWE)                | 66e                                   |
| 204                                   | Pontus Kastemyr (SWE)                 | 69e                                   |
| 205                                   | Ludvig Bengtsson (SWE)                | AB-3                                  |
| 206                                   | Lucas Eriksson (SWE)                  | AB-3                                  |
| Directeur sportif : Martin Vestby     |                                       |                                       |

| Équipe nationale d'Estonie espoirs EST | Équipe nationale d'Estonie espoirs EST | Équipe nationale d'Estonie espoirs EST |
| -------------------------------------- | -------------------------------------- | -------------------------------------- |
| Num                                    | Coureur                                | Pos                                    |
| 211                                    | Greg Hallop (EST)                      | AB-1                                   |
| 212                                    | Aksel Nõmmela (EST)                    | 42e                                    |
| 213                                    | Karl-Arnold Vendelin (EST)             | AB-3                                   |
| 214                                    | Ekke-Kaur Vosman (EST)                 | AB-3                                   |
| 215                                    | Peeter Pung (EST)                      | AB-3                                   |
| 216                                    | Norman Vahtra (EST)                    | AB-3                                   |
| Directeur sportif : Rene Mandri        |                                        |                                        |

| Équipe nationale de République tchèque espoirs CZE | Équipe nationale de République tchèque espoirs CZE | Équipe nationale de République tchèque espoirs CZE |
| -------------------------------------------------- | -------------------------------------------------- | -------------------------------------------------- |
| Num                                                | Coureur                                            | Pos                                                |
| 221                                                | Michal Schlegel (CZE)                              | AB-3                                               |
| 222                                                | Luděk Lichnovský (CZE)                             | 63e                                                |
| 223                                                | Ondřej Rybín (CZE)                                 | AB-3                                               |
| 224                                                | František Sisr (CZE)                               | 37e                                                |
| 225                                                | Josef Černý (CZE)                                  | 24e                                                |
| 226                                                | Daniel Turek (CZE)                                 | 22e                                                |
| Directeur sportif : Tomáš Konečný                  |                                                    |                                                    |

| Équipe nationale d'Ukraine espoirs UKR | Équipe nationale d'Ukraine espoirs UKR | Équipe nationale d'Ukraine espoirs UKR |
| -------------------------------------- | -------------------------------------- | -------------------------------------- |
| Num                                    | Coureur                                | Pos                                    |
| 231                                    | Marlen Zmorka (UKR)                    | 20e                                    |
| 232                                    | Igor Gregul (UKR)                      | AB-3                                   |
| 233                                    | Dmytro Artemenko (UKR)                 | AB-3                                   |
| 234                                    | Yuriy Polyakov (UKR)                   | AB-3                                   |
| 235                                    | Pavlo Bondarenko (UKR)                 | AB-3                                   |
| 236                                    | Roman Seliversov (UKR)                 | AB-1                                   |
| Directeur sportif : Sergiy Matveyev    |                                        |                                        |

| Équipe nationale d'Algérie espoirs ALG | Équipe nationale d'Algérie espoirs ALG | Équipe nationale d'Algérie espoirs ALG |
| -------------------------------------- | -------------------------------------- | -------------------------------------- |
| Num                                    | Coureur                                | Pos                                    |
| 241                                    | Abderrahmane Mansouri (ALG)            | NP-1                                   |
| 242                                    | Boualem Belmokhtar (ALG)               | NP-1                                   |
| 243                                    | Ayoub Karrar (ALG)                     | NP-1                                   |
| 244                                    | Nassim Saidi (ALG)                     | NP-1                                   |
| 245                                    | Adil Barbari (ALG)                     | NP-1                                   |
| 246                                    | Abderrahmane Bechlaghem (ALG)          | NP-1                                   |
| Directeur sportif : ?                  |                                        |                                        |

| Équipe nationale du Canada espoirs CAN | Équipe nationale du Canada espoirs CAN | Équipe nationale du Canada espoirs CAN |
| -------------------------------------- | -------------------------------------- | -------------------------------------- |
| Num                                    | Coureur                                | Pos                                    |
| 251                                    | Sean Mackinnon (CAN)                   | AB-3                                   |
| 252                                    | Eric Johnstone (CAN)                   | AB-3                                   |
| 253                                    | Alexander Cowan (CAN)                  | AB-3                                   |
| 254                                    | Adam Jamieson (CAN)                    | 68e                                    |
| 255                                    | Aidan Caves (CAN)                      | NP-3                                   |
| 256                                    | Benjamin Perry (CAN)                   | 64e                                    |
| Directeur sportif : Luc Arseneau       |                                        |                                        |

| Équipe nationale du Japon espoirs JPN | Équipe nationale du Japon espoirs JPN | Équipe nationale du Japon espoirs JPN |
| ------------------------------------- | ------------------------------------- | ------------------------------------- |
| Num                                   | Coureur                               | Pos                                   |
| 261                                   | Yūma Koishi (JPN)                     | AB-3                                  |
| 262                                   | Suguru Tokuda (JPN)                   | AB-3                                  |
| 263                                   | Atsushi Oka (JPN)                     | AB-3                                  |
| 264                                   | Yuri Kobashi (JPN)                    | AB-3                                  |
| 265                                   | Naoya Uchino (JPN)                    | AB-3                                  |
| 266                                   | Kota Yokoyama (JPN)                   | AB-3                                  |
| Directeur sportif : Akira Asada       |                                       |                                       |

| Équipe nationale d'Argentine espoirs ARG | Équipe nationale d'Argentine espoirs ARG | Équipe nationale d'Argentine espoirs ARG |
| ---------------------------------------- | ---------------------------------------- | ---------------------------------------- |
| Num                                      | Coureur                                  | Pos                                      |
| 271                                      | Facundo Crisafulli (ARG)                 | AB-3                                     |
| 272                                      | Juan Ignacio Curuchet (ARG)              | 51e                                      |
| 273                                      | Sebastián Trillini (ARG)                 | AB-3                                     |
| 274                                      | Nicolas Oscar Navarro (ARG)              | NP-1                                     |
| 275                                      | Federico Vivas (ARG)                     | AB-1                                     |
| 276                                      | Lucas Gaday (ARG)                        | 33e                                      |
| Directeur sportif : Mirko Rossato        |                                          |                                          |